# Ramón Adán
Ramón Adán Pardo (Lérida, España; 1778 - 18??) fue un político español.

## Reseña biográfica
Nacido en Lérida en 1778, fue magistrado. En 1812 fue fiscal de la Subdelegación de Rentas de Aragón.
En 1813 fue director general de Rentas.
Durante el Trienio Liberal era considerado un "liberal exaltado", conocido por ser miembro de la sociedad La fontana de oro de Madrid y defensor de una milicia nacional que actuara de contrapeso popular al ejército. En 1820 fue Agente General de la Dirección de Haciendas Públicas e interventor mayor del Resguardo Militar de la provincia de Sevilla. Fue también intendente de Jaén. Fue elegido diputado por Cataluña en 1822, permaneciendo en el escaño hasta la caída del régimen liberal en septiembre de 1823.
En 1835, con la formación de un gobierno liberal bajo Juan Álvarez Mendizábal, Adán fue nombrado jefe político superior de la provincia de Valencia. Desde el 14 de octubre de 1835 pasó a ser jefe político superior de la provincia de Zaragoza. El 7 de enero de 1836 se instaló definitivamente en el gobierno provincial zaragozano y el 14 del mismo mes dirigió una alocución a la provincia como jefe político. El 15 de abril de 1836 dejó el cargo al ser reclamado por la Corte.
En 1837 fue elegido diputado suplente por la circunscripción de Jaén. Fue igualmente nombrado subsecretario de la Gobernación, cargo que ocupó hasta enero de 1838.